# Conchapelopia ginzanvewea
Conchapelopia ginzanvewea är en tvåvingeart som beskrevs av Sasa och Suzuki 2001. Conchapelopia ginzanvewea ingår i släktet Conchapelopia och familjen fjädermyggor. Inga underarter finns listade i Catalogue of Life.